# Bộ trưởng Đất đai, Hạ tầng, Giao thông và Du lịch
Bộ trưởng Đất đai, Hạ tầng, Giao thông và Du lịch (国土交通大臣 (Quốc thổ Giao thông Đại thần) Kokudo-kōtsū-daijin) là thành viên của Nội các Nhật Bản chuyên phụ trách Bộ Đất đai, Hạ tầng, Giao thông và Du lịch.

## Danh sách Bộ trưởng
| Bộ trưởng Đất đai, Hạ tầng, Giao thông và Du lịch | Bộ trưởng Đất đai, Hạ tầng, Giao thông và Du lịch | Bộ trưởng Đất đai, Hạ tầng, Giao thông và Du lịch | Bộ trưởng Đất đai, Hạ tầng, Giao thông và Du lịch | Bộ trưởng Đất đai, Hạ tầng, Giao thông và Du lịch | Bộ trưởng Đất đai, Hạ tầng, Giao thông và Du lịch | Bộ trưởng Đất đai, Hạ tầng, Giao thông và Du lịch | Bộ trưởng Đất đai, Hạ tầng, Giao thông và Du lịch | Bộ trưởng Đất đai, Hạ tầng, Giao thông và Du lịch |
| TT                                                | Bộ trưởng                                         | Bộ trưởng                                         | Nội các                                           | Nội các                                           | Nhiệm kỳ                                          | Nhiệm kỳ                                          | Đảng                                              | Ghi chú                                           |
| TT                                                | Bộ trưởng                                         | Bộ trưởng                                         | Nội các                                           | Nội các                                           | Bắt đầu                                           | Kết thúc                                          | Đảng                                              | Ghi chú                                           |
| ------------------------------------------------- | ------------------------------------------------- | ------------------------------------------------- | ------------------------------------------------- | ------------------------------------------------- | ------------------------------------------------- | ------------------------------------------------- | ------------------------------------------------- | ------------------------------------------------- |
| 1                                                 |                                                   | Ōgi Chikage (Hayashi Hiroko）                     | Nội các Mori lần 2                                | Cải tổ (sau khi tổ chức lại các bộ)               | 6 tháng 1 năm 2001                                | 26 tháng 4 năm 2001                               | Đảng Tân Bảo thủ                                  |                                                   |
| 2                                                 | Nội các Koizumi lần 1                             | Nội các Koizumi lần 1                             | 26 tháng 4 năm 2001                               | 22 tháng 9 năm 2003                               |                                                   |                                                   | Đảng Tân Bảo thủ                                  |                                                   |
| 2                                                 | Cải tổ lần 1                                      | Ōgi Chikage (Hayashi Hiroko）                     | 26 tháng 4 năm 2001                               | 22 tháng 9 năm 2003                               |                                                   |                                                   | Đảng Tân Bảo thủ                                  |                                                   |
| 3                                                 |                                                   | Ishihara Nobuteru                                 |                                                   | Cải tổ lần 2                                      | 22 tháng 9 năm 2003                               | 19 tháng 11 năm 2003                              | Đảng Dân chủ Tự do                                |                                                   |
| 4                                                 | Nội các Koizumi lần 2                             | Nội các Koizumi lần 2                             | 19 tháng 11 năm 2003                              | 27 tháng 9 năm 2004                               |                                                   |                                                   | Đảng Dân chủ Tự do                                |                                                   |
| 5                                                 |                                                   | Kitagawa Kazuo                                    |                                                   | Cải tổ                                            | 27 tháng 9 năm 2004                               | 21 tháng 9 năm 2005                               | Đảng Công Minh                                    |                                                   |
| 6                                                 | Nội các Koizumi lần 3                             | Nội các Koizumi lần 3                             | 21 tháng 9 năm 2005                               | 26 tháng 9 năm 2006                               |                                                   |                                                   | Đảng Công Minh                                    |                                                   |
| 6                                                 | Cải tổ                                            | Kitagawa Kazuo                                    | 21 tháng 9 năm 2005                               | 26 tháng 9 năm 2006                               |                                                   |                                                   | Đảng Công Minh                                    |                                                   |
| 7                                                 |                                                   | Fuyushiba Tetsuzō                                 | Nội các Abe lần 1                                 | Nội các Abe lần 1                                 | 26 tháng 9 năm 2006                               | 26 tháng 9 năm 2007                               | Đảng Công Minh                                    |                                                   |
| 7                                                 | Cải tổ                                            | Fuyushiba Tetsuzō                                 |                                                   |                                                   | 26 tháng 9 năm 2006                               | 26 tháng 9 năm 2007                               | Đảng Công Minh                                    |                                                   |
| 8                                                 | Nội các Fukuda Yasuo                              | Nội các Fukuda Yasuo                              | 26 tháng 9 năm 2007                               | 2 tháng 8 năm 2008                                |                                                   |                                                   | Đảng Công Minh                                    |                                                   |
| 9                                                 |                                                   | Tanigaki Sadakazu                                 |                                                   | Cải tổ                                            | 2 tháng 8 năm 2008                                | 24 tháng 9 năm 2008                               | Đảng Dân chủ Tự do                                |                                                   |
| 10                                                |                                                   | Nakayama Nariaki                                  | Nội các Asō                                       | Nội các Asō                                       | 24 tháng 9 năm 2008                               | 28 tháng 9 năm 2008                               | Đảng Dân chủ Tự do                                | Ngắn nhất trong lịch sử                           |
| -                                                 |                                                   | (Kawamura Takeo）                                 | Nội các Asō                                       | Nội các Asō                                       | 28 tháng 9 năm 2008                               | 29 tháng 9 năm 2008                               | Đảng Dân chủ Tự do                                | quyền                                             |
| 11                                                |                                                   | Kaneko Kazuyoshi                                  | Nội các Asō                                       | Nội các Asō                                       | 29 tháng 9 năm 2008                               | 16 tháng 9 năm 2009                               | Đảng Dân chủ Tự do                                |                                                   |
| 12                                                |                                                   | Maehara Seiji                                     | Nội các Hatoyama Yukio                            | Nội các Hatoyama Yukio                            | 16 tháng 9 năm 2009                               | 8 tháng 6 năm 2010                                | Đảng Dân chủ                                      |                                                   |
| 13                                                | Nội các Kan                                       | Nội các Kan                                       | 8 tháng 6 năm 2010                                | 17 tháng 9 năm 2010                               |                                                   |                                                   | Đảng Dân chủ                                      |                                                   |
| 14                                                |                                                   | Mabuchi Sumio                                     |                                                   | Cải tổ lần 1                                      | 17 tháng 9 năm 2010                               | 14 tháng 1 năm 2011                               | Đảng Dân chủ                                      |                                                   |
| 15                                                |                                                   | Ōhata Akihiro                                     |                                                   | Cải tổ lần 2                                      | 14 tháng 1 năm 2011                               | 2 tháng 9 năm 2011                                | Đảng Dân chủ                                      |                                                   |
| 16                                                |                                                   | Maeda Takeshi                                     | Nội các Noda                                      | Nội các Noda                                      | 2 tháng 9 năm 2011                                | 4 tháng 6 năm 2012                                | Đảng Dân chủ                                      |                                                   |
| 16                                                | Cải tổ lần 1                                      | Maeda Takeshi                                     |                                                   |                                                   | 2 tháng 9 năm 2011                                | 4 tháng 6 năm 2012                                | Đảng Dân chủ                                      |                                                   |
| 17                                                |                                                   | Hata Yūichirō                                     |                                                   | Cải tổ lần 2                                      | 4 tháng 6 năm 2012                                | 1 tháng 10 năm 2012                               | Đảng Dân chủ                                      |                                                   |
| 17                                                | Cải tổ lần 3                                      | Hata Yūichirō                                     | 1 tháng 10 năm 2012                               | 26 tháng 12 năm 2012                              |                                                   |                                                   | Đảng Dân chủ                                      |                                                   |
| 18                                                |                                                   | Ōta Akihiro                                       | Nội các Abe lần 2                                 | Nội các Abe lần 2                                 | 26 tháng 12 năm 2012                              | 3 tháng 9 năm 2014                                | Đảng Công Minh                                    |                                                   |
| 18                                                |                                                   | Ōta Akihiro                                       | Cải tổ                                            | 3 tháng 9 năm 2014                                | 24 tháng 12 năm 2014                              |                                                   | Đảng Công Minh                                    |                                                   |
| 19                                                | Nội các Abe lần 3                                 | Nội các Abe lần 3                                 | 24 tháng 12 năm 2014                              | 7 tháng 10 năm 2015                               |                                                   |                                                   | Đảng Công Minh                                    |                                                   |
| 20                                                |                                                   | Ishii Keiichi                                     |                                                   | Cải tổ lần 1                                      | 7 tháng 10 năm 2015                               | 3 tháng 8 năm 2016                                | Đảng Công Minh                                    |                                                   |
| 20                                                |                                                   | Ishii Keiichi                                     | Cải tổ lần 2                                      | 3 tháng 8 năm 2016                                | 3 tháng 8 năm 2017                                |                                                   | Đảng Công Minh                                    |                                                   |
| 20                                                |                                                   | Ishii Keiichi                                     | Cải tổ lần 3                                      | 3 tháng 8 năm 2017                                | 1 tháng 11 năm 2017                               |                                                   | Đảng Công Minh                                    |                                                   |
| 21                                                | Nội các Abe lần 4                                 | Nội các Abe lần 4                                 | 1 tháng 11 năm 2017                               | 2 tháng 10 năm 2018                               |                                                   |                                                   | Đảng Công Minh                                    |                                                   |
| 21                                                |                                                   | Ishii Keiichi                                     | Cải tổ lần 1                                      | 2 tháng 10 năm 2018                               | 11 tháng 9 năm 2019                               |                                                   | Đảng Công Minh                                    |                                                   |
| 22                                                |                                                   | Akaba Kazuyoshi                                   |                                                   | Cải tổ lần 2                                      | 11 tháng 9 năm 2019                               | 16 tháng 9 năm 2020                               | Đảng Công Minh                                    |                                                   |
| 23                                                | Nội các Suga                                      | Nội các Suga                                      | 16 tháng 9 năm 2020                               | 4 tháng 10 năm 2021                               |                                                   |                                                   | Đảng Công Minh                                    |                                                   |
| 24                                                |                                                   | Saitō Tetsuo                                      | Nội các Kishida lần 1                             | Nội các Kishida lần 1                             | 4 tháng 10 năm 2021                               | 10 tháng 11 năm 2021                              | Đảng Công Minh                                    |                                                   |
| 25                                                | Nội các Kishida lần 2                             | Nội các Kishida lần 2                             | 10 tháng 11 năm 2021                              | 10 tháng 8 năm 2022                               |                                                   |                                                   | Đảng Công Minh                                    |                                                   |
| 25                                                |                                                   | Saitō Tetsuo                                      | Cải tổ lần 1                                      | 10 tháng 8 năm 2022                               | 13 tháng 9 năm 2023                               |                                                   | Đảng Công Minh                                    |                                                   |
| 25                                                | Cải tổ lần 2                                      | Saitō Tetsuo                                      | 13 tháng 9 năm 2023                               | 1 tháng 10 năm 2024                               |                                                   |                                                   | Đảng Công Minh                                    |                                                   |
| 26                                                | Nội các Ishiba lần 1                              | Nội các Ishiba lần 1                              | 1 tháng 10 năm 2024                               | 11 tháng 11 năm 2024                              |                                                   |                                                   | Đảng Công Minh                                    |                                                   |
| 27                                                |                                                   | Nakano Hiromasa                                   | Nội các Ishiba lần 2                              | Nội các Ishiba lần 2                              | 11 tháng 11 năm 2024                              | đương nhiệm                                       | Đảng Công Minh                                    |                                                   |